# Tiha hiša
Tiha hiša (izviren španski naslov: La Casa Muda) je urugvajska grozljivka iz leta 2010, delo režiserja Gustava Hernándeza.